# Gallicolumba ferruginea
Gallicolumba ferruginea é uma espécie extinta de ave da família Columbidae. Sua filiação taxonômica é incerta, mas em sua primeira menção científica, feita por Johann Georg Wagler em 1829, foi classificada no gênero Gallicolumba (que inclui pombas terrestres); seu parente mais próximo é, possivelmente, a Gallicolumba sanctaecrucis. Foi endêmica da ilha de Tanna, Vanuatu, no Pacífico (anteriormente chamada Novas Hébridas).